# Octavin
Jeu d'orgue, l'octavin est classé dans les jeux de fond et appartient à la catégorie des jeux octaviants ou flûtes harmoniques. Il est constitué de tuyaux à large taille (rapport largeur au niveau de la bouche/hauteur) dont la longueur (à l'inverse des bourdons) est double de celle nécessaire à des tuyaux non harmoniques; pour les faire sonner à l'octave supérieure de celle donnée par leur longueur, on perce un ou deux trous face à face, donc on les fait octavier. Dans le cas particulier de l'octavin, 4 pieds de hauteur pour un ut1 sonnant en 2 pieds, comme une doublette. Il est caractéristique de la facture romantique et symphonique et notamment d'Aristide Cavaillé-Coll.